# Slag om het Chasanmeer

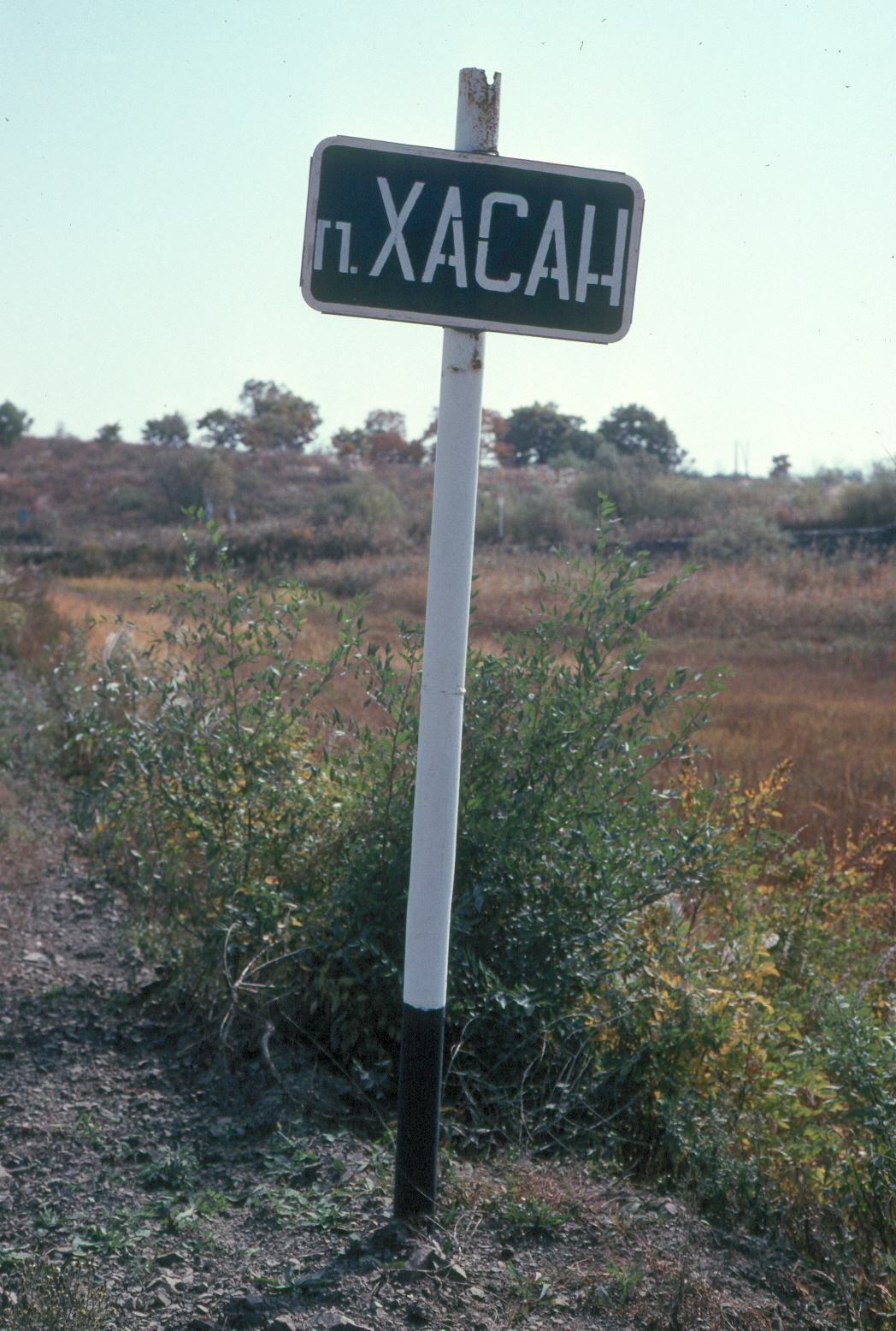
Naambordje van het dorpje Chasan
(posjolok Chasan)

De Slag om het Chasanmeer (Russisch: Конфликт на озере Хасан), in Japan en China bekend als het Changkufeng-incident (Japans: 張鼓峰事件,Chōkohō Jiken), (29 juli 1938 - 11 augustus 1938) was een militaire poging van het Kanto-leger uit Japans Mantsjoekwo (bezet Mantsjoerije) in een gebied dat werd geclaimd door de Sovjet-Unie. Deze inval was gevoed door Japanse veronderstellingen dat de Sovjet-Unie de demarcatie van de grens tussen het Russische Rijk en Mantsjoe-China op basis van de Conventie van Peking en daaropvolgende aanvullende overeenkomsten over de demarcatie verkeerd had geïnterpreteerd en dat er gerommeld was met de markeerpunten van de demarcatie.

## Achtergronden
De relaties tussen de Sovjet-Unie en Japan waren na de Russisch-Japanse Oorlog relatief vreedzaam. In 1925 werden officiële relaties aangeknoopt, maar deze werden gekenmerkt door grote onderlinge rivaliteit en wantrouwen jegens elkaar. In de tweede helft van de jaren 30 begon er echter een anti-Sovjetcampagne in Japan, terwijl in Sovjet-toespraken vaak gewaarschuwd werd dat de oostelijke gebieden (o.a. Sachalin, kraj Primorje) bij de Sovjet-Unie behoorden en verdedigd moesten worden tegen indringers.
Japan werd niet genoemd, maar het was duidelijk dat dit bedoeld werd. De Japanse inval in Mantsjoerije in 1931, dat werd beschouwd als een gebied uit de Russische, en later Sovjetinvloedssfeer, zorgde ervoor dat beide landen buren werden en een gezamenlijke grens hadden van 4000 kilometer (exclusief de 740 kilometer van Mongolië). Dit bleek problemen op te leveren, omdat grote stukken van de grens nog niet waren gedemarceerd en hele gebieden nog nooit waren gekarteerd.
De Sovjet-Unie begon met het tweede vijfjarenplan in 1932 ook aan de opbouw van het militair zwakke Verre Oosten, nadat Japan in 1931 een niet-aanvalsverdrag had afgewezen. Daarop probeerde de Sovjet-Unie haar laatste bezit in Mantsjoerije, de Chinese Oostelijke Spoorweg, te verkopen, wat pas in 1935 lukte. Er werd ondertussen hard gebouwd aan nieuwe spoorlijnen en wegen door vooral goelagdwangarbeiders. In Japan werden ondertussen in 1937 steeds meer anti-Sovjet-Unie-artikelen geschreven die onder andere opriepen tot een "Mars naar de Oeral". De Sovjet-Unie was overigens al vanaf het begin van de Japanse invasie in China bezig met het bevoorraden van de communistische legers van Mao Zedong met wapens en Sovjet-piloten voerden soms acties uit op Japanse doelen voor de Chinezen.
Een andere factor was het overlopen van NKVD-chef Genrich Ljoesjkov naar de Japanse troepen in juni 1938. Hij vermoedde op de zuiveringslijst te staan van Stalin en liep daarom over en gaf de Japanse overheden belangrijke informatie over de stand van zaken binnen de Grote Zuiveringen.
In mei-juni 1938 werd in Japan steeds meer gesproken over de "betwiste gebieden" aan de grens tussen Mantsjoekwo en de Sovjet-Unie. Russische eenheden van de OKDVA (Speciale eenheid van het oostelijke leger) begonnen daarop in juni onder leiding van kolonel Grebennik in het geheim met de aanleg van fortificaties op de oostelijke hellingen van de Zaozernaja- en Bezymjannaja-heuvels. De Japanse regering ontdekte daarop de versterking en tekende protest aan. Op 29 juni vielen Japanse troepen daarop een grenspatrouille aan en wachtten op een reactie, die een dag later kwam middels een formeel protest door de Sovjet-regering.
Op 15 juli 1938 eiste de Japanse attaché in Moskou de terugtrekking van grenstroepen van de Sovjet-Unie uit de Bezymjannaja- (высота Безымянная; Chinese naam; Shachaofeng) en Zaozernaja-heuvels (высота Заозерная; Chinese naam; Changkufeng) ten westen van het Chasanmeer, iets ten zuidwesten van Vladivostok in het zuiden van kraj Primorje, onder de claim dat dit gebied, dat de grens van de Sovjet-Unie met Korea uitmaakte, onderdeel was van China en dreigde geweld te gebruiken als dit bevel niet uitgevoerd werd. De eis werd echter afgewezen. In juli versterkte het Japanse leger de grenstroepen in het gebied met 10.000 man gestationeerde troepen uit Korea en 2000 man van het Kanto-leger.

## Gebeurtenissen
Op 29 juli lanceerde het Guandong-leger zijn eerste aanval op het gebied, die werd afgeslagen. Twee dagen later, op 31 juli, waren ze echter succesvoller en moesten de Sovjettroepen zich terugtrekken. Een van de Japanse commandanten, kolonel Kotoku Sato van het 75e Infanterieregiment, wist de Russen tijdens een nachtelijk offensief van de betwiste heuvels te verjagen, in een operatie die door het Japanse Leger beschouwd werd als het voorbeeld van een tactische operatie.
Onder het commando van de militaire bevelhebber van het front in het Verre Oosten, Vasili Blücher, werden meer Sovjet-troepen naar het conflictgebied gehaald. Op 2 augustus begon de eerste Sovjet-aanval, die echter slecht was voorbereid. Men onderschatte de Japanse troepen, luchtsteun ontbrak en er was te weinig kennis van het terrein bij de Sovjet-troepen. Na twee dagen moesten de troepen en T-26-tanks zich onder zware verliezen terugtrekken en werd een nieuw aanvalsplan opgesteld. Bljoecher, die het conflict vreedzaam wilde oplossen, werd daarop afgezet en naar Moskou gestuurd, waar hij vervolgens als onderdeel van de grote zuiveringen werd gemarteld en geëxecuteerd.
De beschadigde tanks werden gerepareerd en er werd een weg aangelegd door de nabijgelegen moerassen om de tanks sneller ter plaatse te kunnen krijgen. De aanval werd ditmaal beter voorbereid en op 6 augustus vielen twee infanteriedivisies, een tankbrigade en vliegtuigen van de Rode Luchtmacht de Japanse stellingen aan. Het had de dagen ervoor echter hard geregend en de tanks konden door de vochtige grond slechts met 3 kilometer per uur rijden, wat ze maakte tot schietschijven voor het antitankgeschut van de Japanse troepen. Van de 43 tanks bereikten slechts 2 het front, de rest was blijven steken of kapotgeschoten. Ook de rest van het leger maakte slechts weinig vooruitgang, waarna op 8 augustus echter slechts een beperkt aantal punten werd ingenomen. Op 9 augustus werd daarop opdracht gegeven aan de Sovjettroepen om verdedigende posities in te nemen om de heroverde gebieden te kunnen behouden.
Op 10 augustus vroeg de Japanse attaché om vrede. Dit werd geaccepteerd door de Sovjet-regering en op 11 augustus werd daarop een verdrag getekend, waarbij werd afgesproken dat beide partijen hun legers zouden terugtrekken naar de posities van 10 juli.
De Japanse eenheden trokken zich daarop terug uit het gebied, maar de eenheden van het Rode Leger namen de posities in die de Japanse troepen verlieten en bleven deze bezet houden.

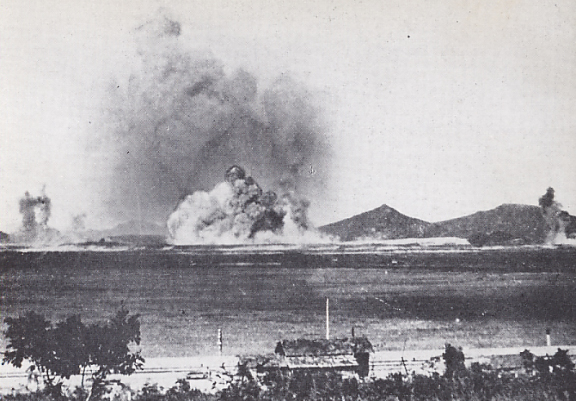
Bombardement op Zaozjornaja door het Rode Leger
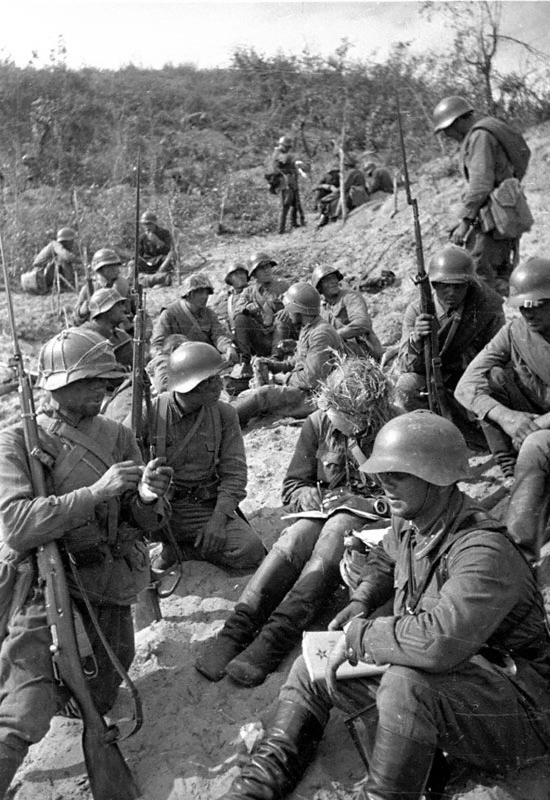
Rustmoment voor het Rode Leger
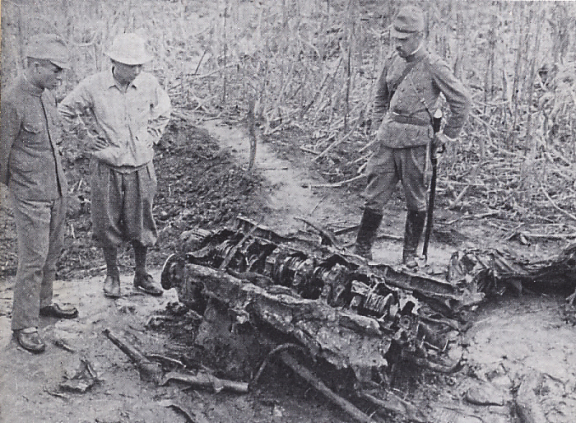
Japanners bij een brokstuk van een neergehaald sovjetvliegtuig

## Consequenties
Dit gevecht heeft weinig bekendheid in het westen, omdat de aanvankelijke Japanse inval in China meestal niet wordt gerekend tot de Tweede Wereldoorlog. Deze slag vormde echter het eerste verloren gevecht van de asmogendheden. De verliezen bij het Rode Leger waren echter groot en het Japanse Leger, dat had geleerd van de gevechten, waagde nog een tweede poging in 1939 bij de Slag bij Halhin Gol.
De terugtrekking werd in sovjetpropaganda veel gebruikt om de superioriteit van de Sovjet-Unie ten opzichte van de Japanse vijanden af te schilderen, al was de overwinning nauwelijks een overwinning te noemen. De Japanners werden als laagwaardige wezens aangeduid die de "heilige Sovjetaarde" waren binnengevallen en door het glorieuze sovjetleger waren verjaagd. Het was daarmee erg belangrijk voor het "bewijzen" van de constructie van de "socialistische" Sovjetidentiteit ten opzichte van minderwaardige "kapitalistische landen" als Japan, welke vanaf toen nog minder sympathie genoot onder de bevolking.
De slag bij Halhin Gol is veel minder gebruikt voor dit doel, hetgeen te maken kan hebben met het feit dat deze werd uitgevochten in een gebied buiten de Sovjet-Unie, al luidde het devies aan de Sovjet-soldaten in de frontlinie daar wel "Kameraden! Op de grens van de Volksrepubliek Mongolië verdedigen wij ons eigen land van Baikal tot Vladivostok!".
Het gebied rond het Chansanmeer, dat in de jaren 30 werd bezet, vormt nog steeds onderdeel van de betwiste gebieden tussen Rusland en de Volksrepubliek China.